# Lombardia Tour
Le Lombardia Tour est une course cycliste italienne disputée en Lombardie. Créé en 2006, il fait partie de l'UCI Europe Tour en 2008, en catégorie 1.2.
Il ne doit pas être confondu avec le Tour de Lombardie.

## Palmarès
| Année | Vainqueur           | Deuxième            | Troisième          |
| ----- | ------------------- | ------------------- | ------------------ |
| 2006  | Marco Cattaneo      | Volodymyr Zagorodny | Derik Zampedri     |
| 2007  | Fausto Fognini      | Alessandro Colo     | Aristide Ratti     |
| 2008  | Aleksejs Saramotins | Alexsandr Dyachenko | Luciano Barindelli |